# St. Ulrich (Lana)

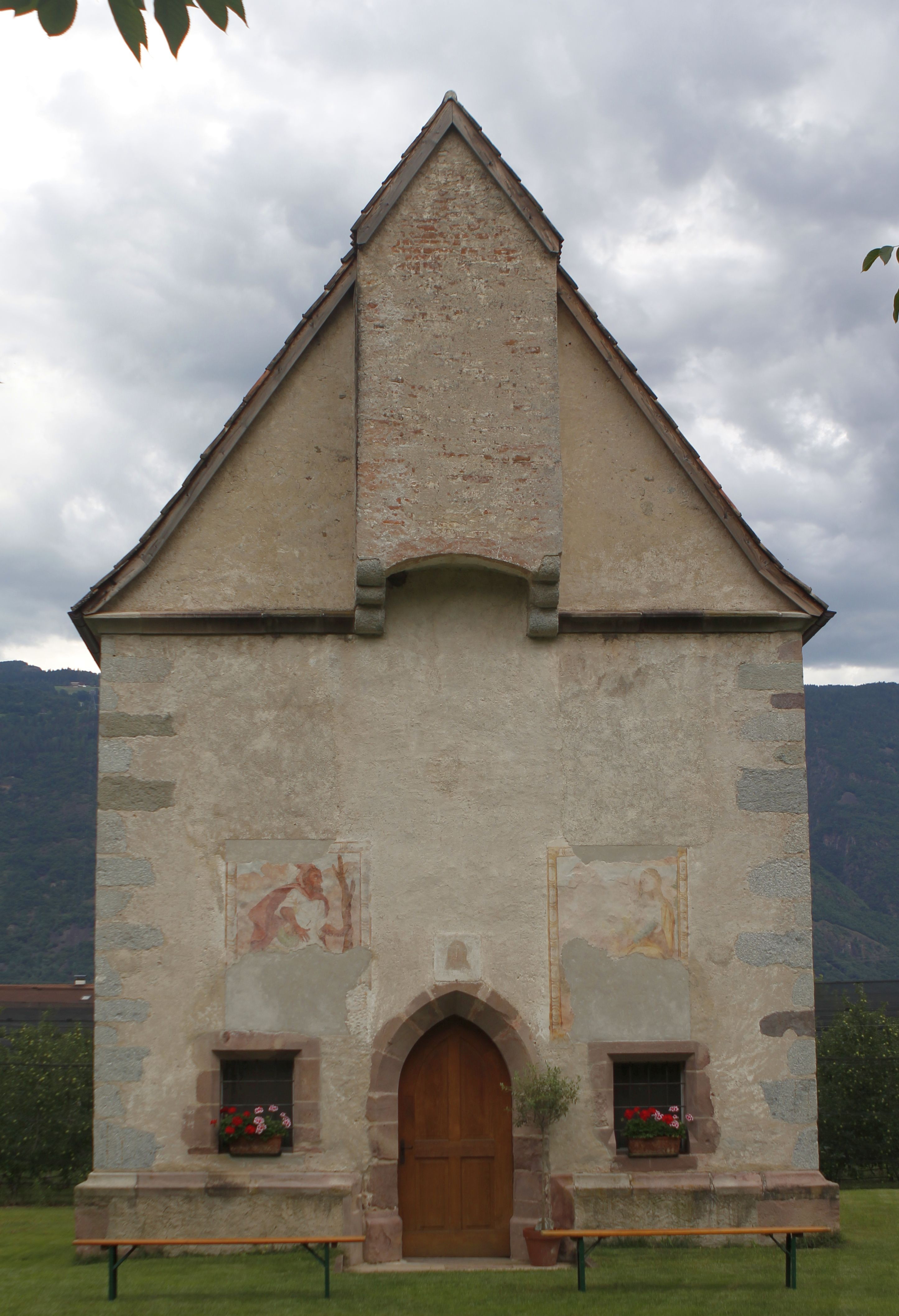
Kapelle St. Ulrich nach dem Rückbau

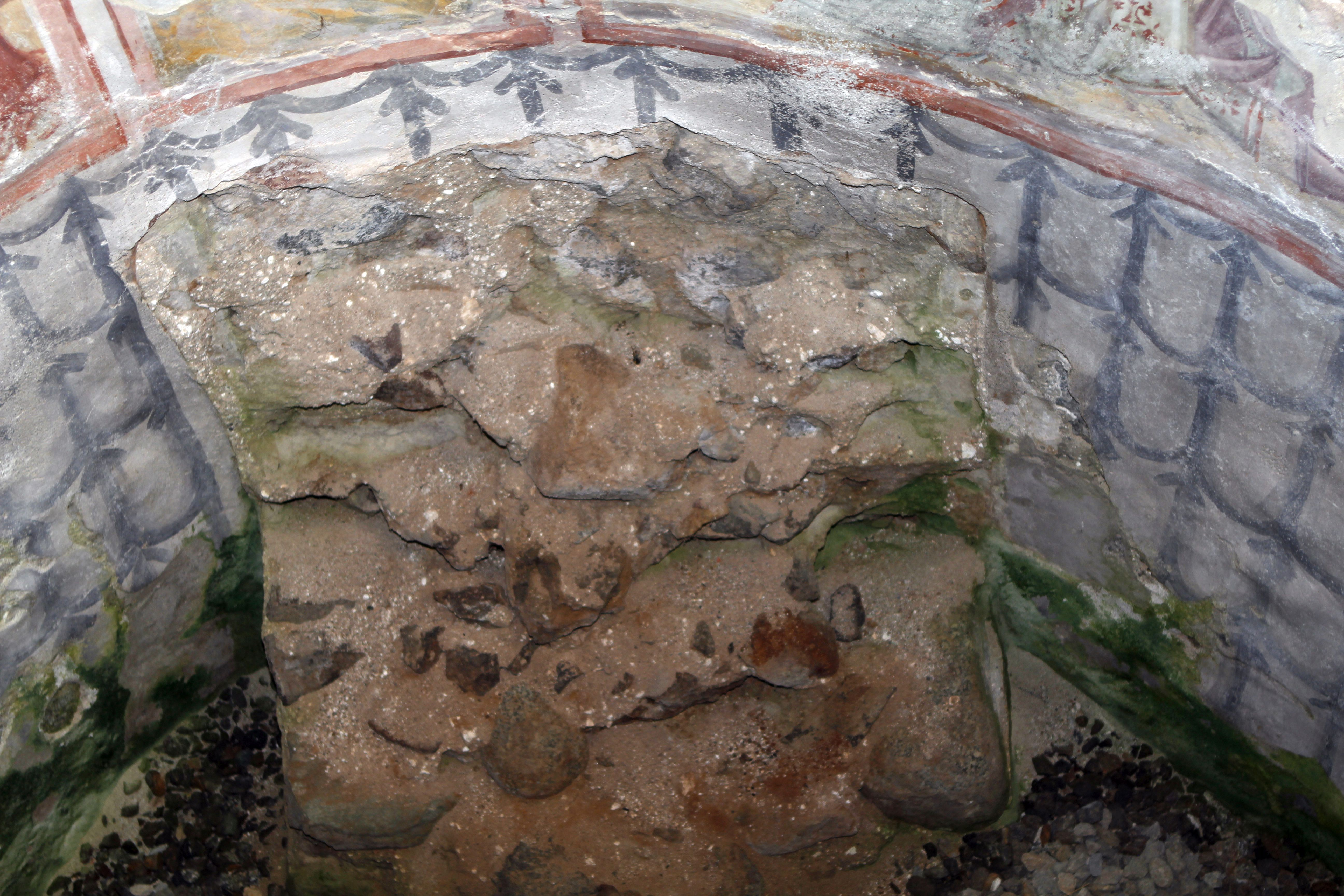
Unterkirche

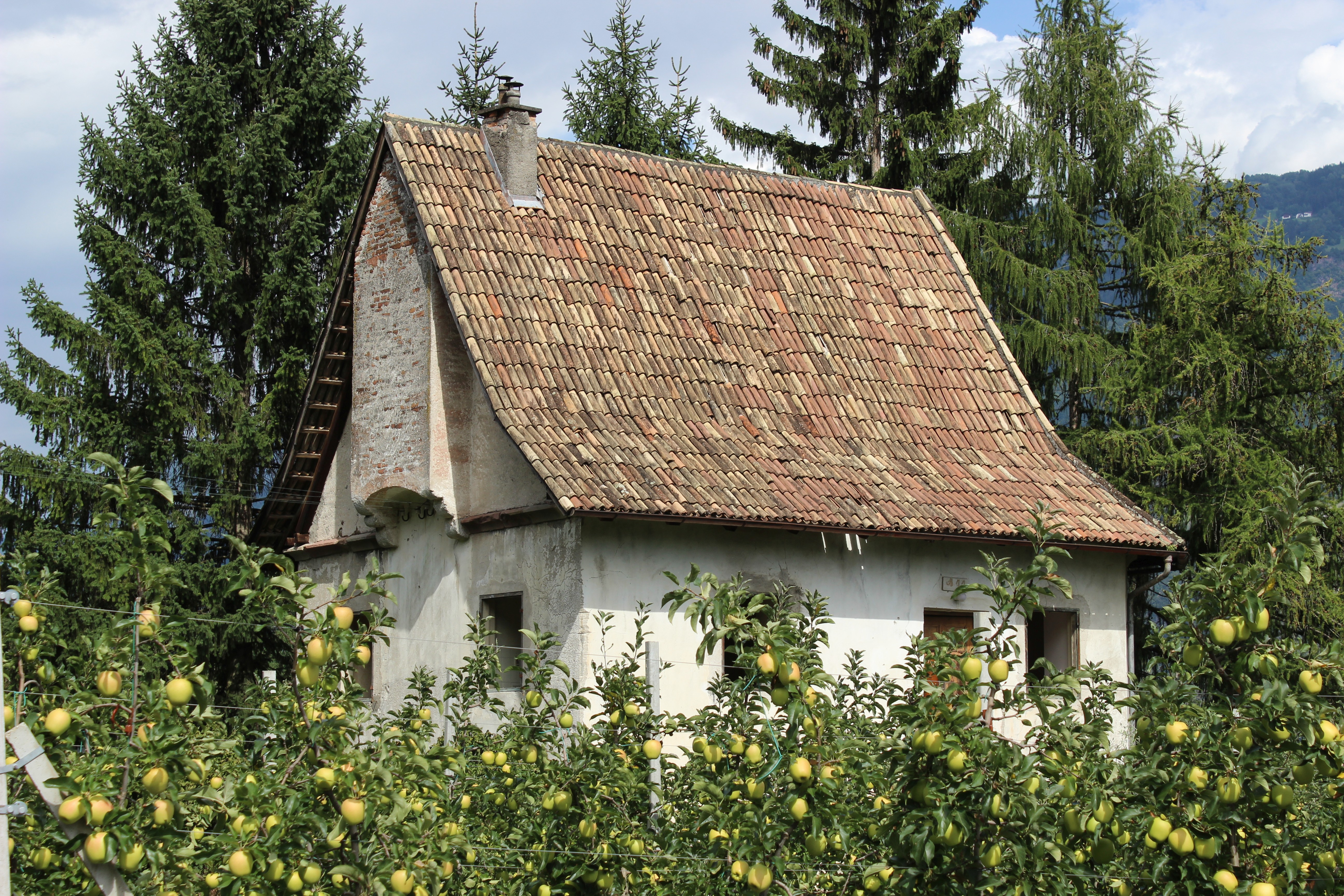
Kapelle St. Ulrich vor dem Rückbau

Die ehemalige Kapelle St. Ulrich beim Kapplerhof in Niederlana, einem Ortsteil der Marktgemeinde Lana in Südtirol, ist ein geschütztes Baudenkmal.

## Geschichte
Der Kapplerhof, früher Kappelhof, in Niederlana wurde 1285 erstmals urkundlich als Hof bei der Chapell erwähnt. Die auf das 12. bis 13. Jahrhundert zurückgehende Kapelle besaß einstmals drei Kirchenheilige, den Hl. Ulrich, die Hl. Afra und Muttergottes mit Kind. Das Ulrichs-Patrozinium könnte auf eine Augsburgische Eigenkirche verweisen, wofür es allerdings keine schriftlichen Zeugnisse gibt. Der Grund fiel später an den Deutschen Orden. Der Ausbruch des Brandisbaches Mitte des 15. Jahrhunderts verschüttete den Vorgängerbau um rund zwei Meter. Der 1454 geweihte Neubau im gotischen Stil folgte dem baulichen Vorbild der Widumskapelle St. Anna. Die sichtbaren Weihekreuze deuten auf eine Neuweihe der Kapelle um 1660/80 hin. Während der Regierungszeit Kaiser Josephs II. wurde das Gotteshaus im Rahmen der Josephinischen Reformen 1786 geschlossen. Nach der Profanierung diente das Gebäude der Unterbringung von Feldfrüchten. 1889 baute der Hofbesitzer Joseph Egger ohne Widerspruch des Dekans und Pfarrverwesers Peter Werner die ehemalige Kapelle in ein zweistöckiges Wohnhaus um. Dabei wurden das Gewölbe herausgeschlagen, die Fenster zugemauert und der Dachreiter um die Hälfte verkürzt. 1996 legten Archäologen bei Bodengrabungen die Reste des romanischen Vorgängerbaues mit gotischen Fresken von 1422 frei. 2011 begannen Restaurierungsmaßnahmen an dem seit Jahrzehnten leerstehenden Gebäude. Der Rückbau erfolgte 2017. Ziel eines Komitees ist die Sanierung und Neuweihe der Kapelle.

## Beschreibung
Die Kapelle besitzt einen polygonalen Chorschluss. Vom Fassadenreiter blieb der Unterbau erhalten. Über dem Portal befindet sich das Fresko „Schweißtuch der Veronika“. An den 1996 ausgegrabenen Mauerresten der Rundapsis lassen sich gotische Fresken von Kirchenheiligen erkennen. Aus den Fragmenten des Bauschutts wurde rekonstruiert, dass Hans von Bruneck 1422 die Wände bemalte.

## Ausstattung
Der Mitte des 19. Jahrhunderts aus dem Innenraum entfernte gotische Flügelaltar wurde für 50 Gulden an einen Trödelhändler Mair in Bozen verkauft.